# Järnplåten 29

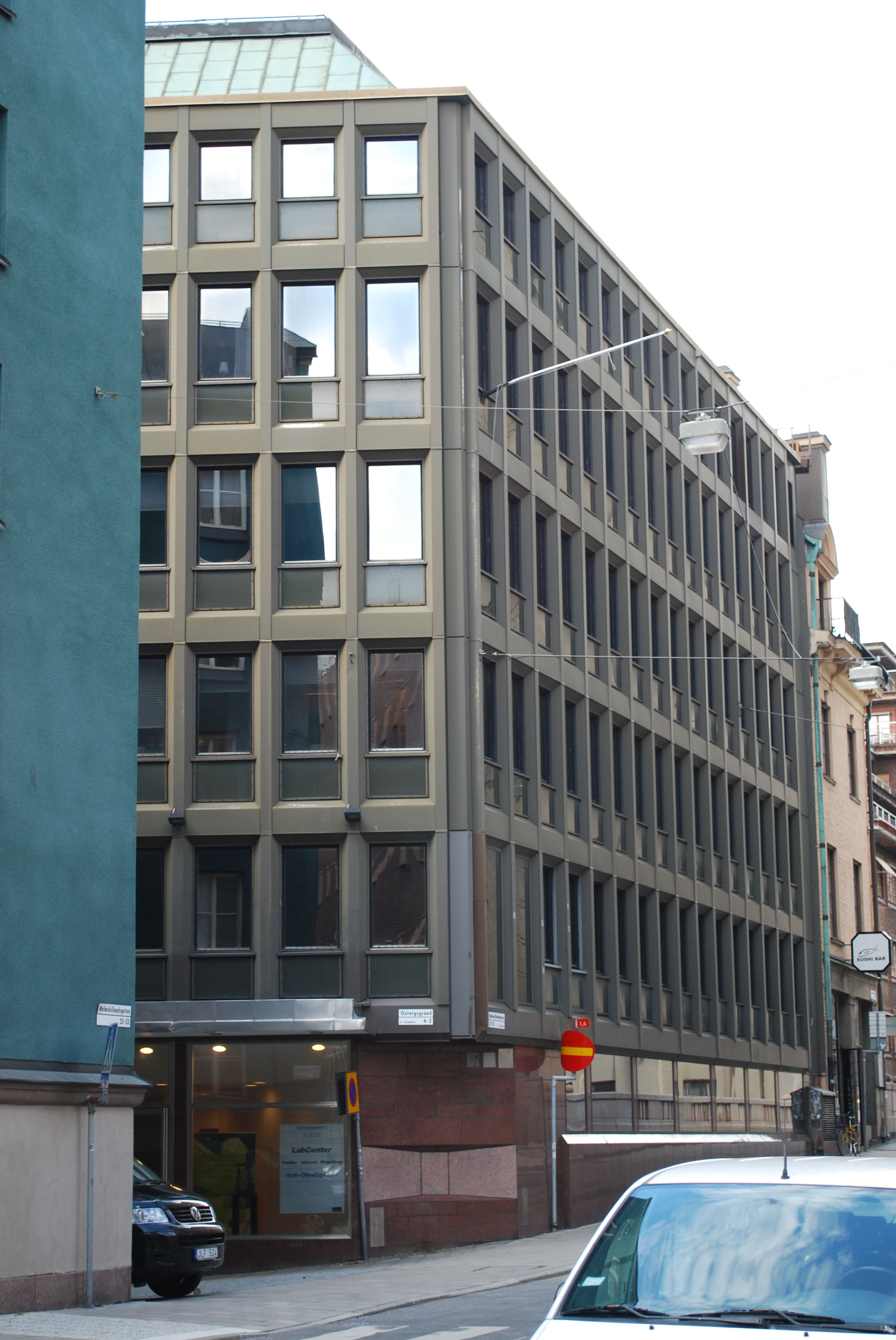
Byggnaden sedd från Malmskillnadsgatan

Järnplåten 29 är en fastighet i kvarteret Järnplåten, belägen vid Oxtorgsgränd 2 på Norrmalm i centrala Stockholm.
Byggnaden ritades av Halper och Karlén och uppfördes mellan åren 1968 och 1971 av Skaraborgs enskilda bank sedan man i och med Norrmalmssaneringen blivit hemlös då det tidigare stockholmskontoret på Malmtorgsgatan 4 utrymts för rivning.
Kontorsbyggnaden i sex våningar är klädd i mörk eloxerad aluminiumplåt. Den vilar på en sockel av sågad rosa granit, där hörnet mot Malmskillnadsgatan är skuret. Under entréplan och dess bankhall sträcker sig källarplan i fyra våningar ned i marken. Byggnaden avslutas uppåt med ett koppartak.
Skaraborgsbanken upphörde som enskild bank 1990 då den fusionerades med Gotabanken, som sen tidigare hade lokaler i Putten 15 ett stycke ned på Malmskillnadsgatan. 
Idag inrymmer byggnaden kontor, bland annat en advokatbyrå. Husets entré, som tidigare vette mot den obebyggda platsen utmed Oxtorgsgatan, är idag skymd av en nybyggnad från början av 1990-talet.